# Rytro (gemeente)

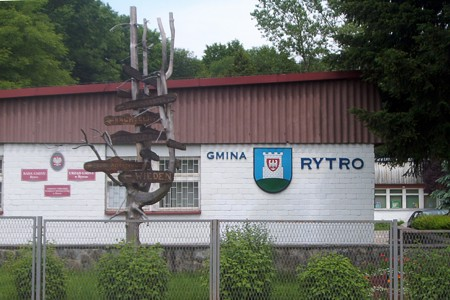
Gemeentehuis

De gemeente Rytro is een landgemeente in het Poolse woiwodschap Klein-Polen, in powiat Nowosądecki. De zetel van de gemeente is in Rytro.
De gemeente grenst aan Nawojowa, Piwniczna Zdrój, Stary Sącz en de stad Szczawnica.

## Demografie
De gemeente heeft 3 626 inwoners (Stand op 30 juni 2004), waarvan: 1 807 vrouwen en 1 819 mannen. Het gemiddelde inkomen per inwoner bedraagt 2 214,46 zl (Stand op 2002).

## Administratieve plaatsen (sołectwo)
Obłazy Ryterskie, Roztoka Ryterska, Rytro, Sucha Struga, Życzanów.